# Списак места Светске баштине у Грчкој
Организација Уједињених нација за образовање, науку и културу (УНЕСКО) проглашава места светске баштине од изузетне универзалне вредности за културну или природну баштину која су номиноване од стране земаља потписница Унескове конвенције о светској баштини, основане 1972. године. Културно наслеђе чине споменици (као што су архитектонска дела, монументалне скулптуре или натписи), групе зграда и локалитети (укључујући археолошка налазишта). Природна обележја (која се састоје од физичких и биолошких формација), геолошке и физиографске формације (укључујући станишта угрожених врста животиња и биљака) и природни локалитети који су значајни са становишта науке, очувања или природне лепоте, дефинишу се као природно наслеђе. Грчка је ратификовала конвенцију 17. јула 1981. године, чиме су њена природна и културна места квалификована за уврштавање на листу.
Грчка има деветнаест места светске баштине уписаних на Листу светске баштине, од којих су седамнаест културни локалитети, а два (Метеори и Света Гора) мешовити, наведена и због свог природног и културног значаја. Први локалитет који је додат на листу је Храм Аполона Епикура у Баси 1986. Следећа два су Археолошко налазиште Делфи и Акропољ следеће године. Пет локалитета је додато 1988, по два 1989. и 1990, једно 1992, једно 1996, два 1999. и једно 2007. Најновије место које је додато је Културни пејзаж Загори, 2023. године. У Грчкој нема транснационалних локација. Поред тога, на тентативној листи налази се тринаест локација, од којих су сви номиновани 2014. године.

## Локалитети
УНЕСКО наводи локалитете под десет критеријума, сваки унос мора да испуњава бар један од критеријума. Критеријуми од I до VI су културни, а од VII до X су природни.
| Име локалитета                                                                                       | Фотографија                                                                                               | Локација                            | Година уписа | Подаци УНЕСКО-а                   | Опис |
| --- | --- | ----------------------------------- | ------------ | --------------------------------- | --- |
| Храм Аполона Епикура у Баси                                                                          | Temple columns and some scaffolds                                                                         | Пелопонез                           | 1986.        | 392; I, II, III (култура)         | Храм посвећен Аполону Епикурију саграђен је у 5. веку пре нове ере у планинама Аркадије. Унеско га сматра једним од најбоље очуваних споменика класичне антике. Најранији је споменик који садржи сва три класична реда, дорски, јонски и коринтски. Након што је изашао из употребе, храм је био заборављен скоро 1700 година. Поново је откривен у 18. веку, привлачећи пажњу научника и уметника.                                                                             |
| Археолошко налазиште Делфи                                                                           | Free standing columns                                                                                     | Средишња Грчка                      | 1987.        | 393; I, II, III, IV, VI (култура) | Делфи, који се налази у подножју планине Парнас, био је место Аполоновог светилишта, панхеленског светилишта, а у грчком погледу „пупак света” (Омфалос). Свештеница Питија боравила је у храму примајући ходочаснике из целе Грчке. У 6. веку пре нове ере Делфи је виђен као верски центар и симбол јединства старогрчког света. |
| Акропољ                                                                                              | Look at the Acropolis hill from a distance, Parthenon visible                                             | Атика                               | 1987.        | 404; I, II, III, IV, VI (култура) | Акропољ се налази на стрмом брду изнад града. Првобитно утврђење постепено се развило у религиозно светилиште и повезивало се са култом богиње Атине. У 5. веку пре нове ере, након победе над Персијанцима, Атињани су под Периклеом изградили велики број споменика укључујући Партенон, Ерехтејон, Пропилеји и храм Атине Нике. Споменици на Акропољу су значајно инспирисали архитектуру неокласицизма.                                                                      |
| Света Гора                                                                                           | Monastery overlooking the sea                                                                             | Света Гора                          | 1988.        | 454; I, II, IV, V, VI, VII (оба)  | Смештена на уском полуострву, Света Гора је од византијских времена управљана као аутономна целина. Православни духовни центар од 10. века, дом је око двадесет активних манастира. Света Гора је извршила трајан утицај на развој верске архитектуре и монументалног сликарства. |
| Метеори                                                                                              | Rock formations and a monastery building                                                                  | Тесалија                            | 1988.        | 455; I, II, IV, V, VII (оба)      | Метеори су стенска формација врхова од пешчара у којој се налазе двадесет четири православна манастира. Многи од њих подигнути су на готово неприступачним врховима током оживљавања испосничких идеала у 15. веку. Манастире красе фреске из 16. века које представљају кључну фазу у развоју поствизантијског сликарства. |
| Палеохришћански и византијски споменици у Солуну                                                     | Church of Hagios Demetrios from distance                                                                  | Средишња Македонија                 | 1988.        | 456; I, II, IV (култура)          | Солун је био једна од првих база за ширење хришћанства. Овај локалитет обухвата неколико цркава (укључујући цркву Преподобни Давид и Светог Димитрија (на слици)), грађене од 4. до 15. века, градске зидине из раног византијског периода и ротонду коју је у 4. веку наручио римски цар Галерије и касније претворио у цркву. |
| Асклепијево светилиште у Епидауру                                                                    | Free standing columns                                                                                     | Пелопонез                           | 1988.        | 491; I, II, III, IV, VI (култура) | Култ Асклепија, бога медицине, развио се у Епидауру најкасније у 6. веку пре нове ере. Главни споменици на овом месту укључују Асклепијево светилиште, Толос и позориште, које се сматра најбољим старогрчким позориштем. Светилиште је важно у историји медицине, означавајући прелазак са веровања у божанско исцељење у науку медицине. |
| Средњевековни град Родос                                                                             | Inside the main courtyard of the Palace of the Grand-Master of the Knights of Rhodes                      | Јужни Егеј                          | 1988.        | 493; II, IV, V (култура)          | Острво Родос су од 1309. до 1523. године окупирали Хоспиталци, који су град Родос претворили у тврђаву и окружили зидом од 4 km. Утврђења су изграђена на основу постојећих византијских. Горњи град садржи неколико зграда из готичког периода, укључујући Палату великог мајстора витезова, Велику болницу и Улицу витезова. Када су Османлије заузеле острво, већина цркава је претворено у џамије. Реконструкција се одвијала током италијанске окупације почетком 20. века. |
| Археолошко налазиште Мистре                                                                          | Ruins, photo from above                                                                                   | Пелопонез                           | 1989.        | 511; II, III, IV (култура)        | Град Мистра се развио око тврђаве подигнуте 1249. под кнезом Ахаје, Вилијамом II Вилердена, на обронцима планине Тајгет. Године 1262. предат је Византинцима и доживео је велики процват у доба палеологске ренесансе. Касније су га прво заузеле Османлије, а потом и Млечани. После 1834. становници су почели да одлазе из Мистре у савремени град Спарту, а Мистра је постала рушевина.                                                                                      |
| Археолошко налазиште Олимпија                                                                        | Free standing columns                                                                                     | Западна Грчка                       | 1989.        | 517; I, II, III, IV, VI (култура) | У 10. веку пре нове ере, Олимпија је постала центар за обожавање Зевса. Била је панхеленско светилиште и место одржавања античких Олимпијских игара, почевши од 776. п. н. е. Поред бројних храмова и светилишта, у њему се налазе остаци неколико спортских објеката, као што је стадион. |
| Делос                                                                                                | Free standing columns                                                                                     | Јужни Егеј                          | 1990.        | 530; II, III, IV, VI (култура)    | Свето острво Делос, родно место Аполона и Артемиде према грчкој митологији, било је једно од најважнијих панхеленских светилишта током архајског и класичног периода. Аполоново светилиште на Делосу привлачило је ходочаснике из целе Грчке, чинећи Делос просперитетном трговачком луком. Пао је у опадање након 69. п. н. е. |
| Манастири Дафни, Осиос Лукас и Неа Мони                                                              | Inner courtyard of Hosious Loukas                                                                         | Средишња Грчка, Атика, Северни Егеј | 1990.        | 537; I, IV (култура)              | Ова три манастира, иако се налазе у различитим деловима Грчке, репрезентативни су примери средњег периода византијске верске архитектуре и деле исте естетске карактеристике. Сва три манастира деле осмоугаони план. Неа Мони има обичан осмоугао, док ова два имају централни простор окружен низом увала. Манастири су украшени мермерним радовима и мозаицима у 11. и 12. веку. На слици је манастир Осиос Лукас.                                                            |
| Херејон                                                                                              | A free standing column and ruins around                                                                   | Северни Егеј                        | 1992.        | 595; II, III (култура)            | Самос има стратешки положај на егејским острвима у близини Анадолије. Био је снажна наутичка и трговачка сила, која је достигла врхунац у 6. веку пре нове ере. Локалитет се састоји од утврђеног античког града (Херејон) и древног Хериног храма. Самос је повезан са значајним филозофима и математичарима античког света, укључујући Питагору, Епикура и Аристарха са Самоса.                                                                                                |
| Археолошко налазиште Аигаи (савремени назив Вергина)                                                 | Facade of Philip 2 of Macedon tomb in Vergina, Greece. The door is made of marble and the order is doric. | Средишња Македонија                 | 1996.        | 780; I, III (култура)             | Древни град Аигаи био је прва престоница Краљевине Македоније. Поред монументалне палате, украшене мозаицима и осликаним штукатурама, налази се гробље са више од триста тумулуса од којих неки датирају из 11. века пре нове ере. Један од тумулуса је идентификован као онај Филипа II Македонског, оца Александра Великог. |
| Археолошко налазиште Микене и Тиринта                                                                | The Lion Gate at Mycenae. Two lions on the portal.                                                        | Пелопонез                           | 1999.        | 941; I, II, III, IV, VI (култура) | Микена и Тиринт били су два од најважнијих градова микенске Грчке, који су се развијали између 15. и 12. века пре нове ере. Били су палате економије са монументалном архитектуром, као што су Лајонсгејт и Атрејева ризница. Линеарне Б таблице су прва сведочанства о грчком језику. Оба града су повезана са хомерским еповима Илијада и Одисеја, који су од тада утицали на европску књижевност и уметност.                                                                  |
| Историјски центар (Хора) са манастиром Светог Јована Богослова и пећином Апокалипсе на острву Патмос | Monastery in dark stone, white houses below                                                               | Јужни Егеј                          | 1999.        | 942; III, IV, VI (култура)        | Манастир Јована Богослова посвећен је Светом Јовану, који је по хришћанском предању написао своје Јеванђеље и Апокалипсу на острву Патмос. Основан је крајем 10. века и од тада је место ходочашћа и грчког православног учења. Старо насеље Хора, повезано са манастиром, садржи многе верске и световне грађевине. |
| Стари град Крфа                                                                                      | View of Corfu from above, a fort in the background                                                        | Јонска острва                       | 2007.        | 978; IV (култура)                 | Корени Старог града Крфа, на истоименом острву, датирају из 8. века пре нове ере. Смештен на улазу у Јадранско море, град је био важан у погледу одбране поморских интереса Млетачке републике од Османског царства. Млетачки инжењери су изградили три утврђења у граду. Староградске зграде су углавном из венецијанског периода и из 19. века, када је острво било део британског протектората.                                                                               |
| Археолошко налазиште Филипи                                                                          | Greek theatre, photo taken from the stands                                                                | Источна Македонија и Тракија        | 2016.        | 1517; III, IV (култура)           | Филипи је основао Филип II Македонски 356. године пре нове ере. Град је био станица на Игњатијевом путу и место битке код Филипа 42. п. н. е. Римљани су га преобликовали у „мали Рим”, додајући хеленистичке јавне зграде укључујући Форум. Након посете апостола Павла 49–50. нове ере, град је постао рани центар хришћанске вере, што показују остаци хришћанских базилика и осмоугаоне цркве.                                                                               |
| Културни пејзаж Загори                                                                               | A stone bridge across dry stream                                                                          | Епир                                | 2023.        | 1695; V (култура)                 | Културни пејзаж дуж реке Воидоматис у планинама Пинд обухвата 45 камених села. Села су повезана мрежом калдрмисаних стаза и камених мостова (пример на слици) како би се премостио тежак терен. |

## Тентативна листа
Поред локалитета уписаних на Листу светске баштине, државе чланице могу да одржавају листу пробних локација које могу да размотре за номинацију. Номинације за Листу светске баштине се прихватају само ако је локација претходно била наведена на тентативној листи. Грчка има тринаест добара на својој прелиминарној листи.
| Име локалитета | Фотографија                                                   | Локација                      | Година уписа | УНЕСКО критеријуми              | Опис |
| --- | ------------------------------------------------------------- | ----------------------------- | ------------ | ------------------------------- | --- |
| Касносредњовековна утврђења са бастионима у Грчкој                                                                 | Castle wall overlooking a port                                | Девет локалитета              | 2014.        | II, IV, V (култура)             | Систем утврђења се променио појавом барута и самим тим разорнијих средстава ратовања. Девет локалитета који су наведени у овој номинацији представљају примере тврђава са бастионима. Грађени су на подручјима која су често прелазила из млетачких у османске и друге власти. Стари град Крф је уврштен у светску баштину. На слици је тврђава у Метони.                  |
| Национални парк Дадиа – Лефкими – Суфлион                                                                          | Three vultures, blurry image because of camera zoom           | Источна Македонија и Тракија  | 2014.        | X (природa)                     | Ово шумско подручје у планини Родопи дом је многих птица грабљивица, укључујући три од четири европска супа: белог кања, белоглавог супа и црног лешинара. Налази се на важној рути миграције птица са западног Палеарктика. |
| Древни Лаврион | Remains of a washing table at the mines                       | Атика                         | 2014.        | II, IV (култура)                | Рударске активности у области Лаврион забележене су од 4. миленијума пре нове ере и наставиле су се до 20. века. Током класичног периода, сребро из рудника је помогло у финансирању грађевинских пројеката у Атини и изградњи морнарице. Локалитет покрива остатке рудника и повезане индустрије, као и локалитете у древном насељу Торикус и Посејдонов храм у Соуниону. |
| Скамењена шума Лезбос                                                                                              | Parts of three petrified tree trunks                          | Северни Егеј                  | 2014.        | VI, VII, VIII, X (оба)          | Острво Лезбос је било дом мешовите суптропске шуме током раног миоцена (пре 18,5 милиона година, у бурдигалском периоду). Због вулканских ерупција које су захватиле то подручје, биљни остаци су сачувани као фосили. Ову област су истраживали Аристотел и Теофраст, који су потом написали низ утицајних текстова о екологији, биологији, геологији и минералогији.     |
| Археолошко налазиште античке Месене                                                                                | Park with ruins of a temple                                   | Пелопонез                     | 2014.        | I, III, VI (култура)            | Месена се налази у долини у близини планине Итхоме. Први храмови и светилишта на том месту датирају из 9. и 8. века пре нове ере, док је град древне Месене основао тебански генерал Епаминонда 369. п. н. е. Локалитет је добро очуван јер није уништен ни покривен каснијим насељима.                                                                                    |
| Минојски дворски центри (Кносос, Фестос, Малија, Закрос, Кидонија)                                                 | Throne room, frescoes on the walls depicting mythical animals | Крит                          | 2014.        | II, III, VI (култура)           | Локалитет покрива најважније дворске центре минојске цивилизације, која је била главна сила бронзаног доба. Минојци су вршили огроман утицај на културе источног Медитерана и представљени су у низу древних митова, укључујући оне о Дедалу и Икаросу и о лавиринту. |
| Археолошко налазиште Никополис                                                                                     | Roman brick and stone ruins                                   | Епир                          | 2014.        | II, IV, VI (култура)            | Никополис је основао Октавијан Август након битке код Акцијума 31. п. н. е. у оближњој области. Био је типичан римски колонијални град на грчкој територији, окупиран до 13. века. Представљао је рани центар хришћанства. Сачувани су остаци споменика и јавних зграда, као и делови 50 km дугог аквадукта.                                                               |
| Шири регион планине Олимп                                                                                          | Mountain peak, forest in front                                | Тесалија, Средишња Македонија | 2014.        | VI, VIII, IX, X (оба)           | Олимп, дом олимпских богова, највиша је планина у Грчкој, са 2918m. На падинама планине изграђене су многе богомоље, укључујући и капелу пророка Илије на једном од врхова. Подручје је значајно због своје планинске флоре и фауне, као и због својих геолошких карактеристика.                                                                                           |
| Подручје Преспанских језера: Велико и Мало Преспанско језеро које обухвата византијске и поствизантијске споменике | Lake with surrounding tree-covered hills                      | Западна Македонија            | 2014.        | II, IV, VII, IX, X (оба)        | Подручје око Преспанских језера је богато флором и фауном због разноврсности станишта, укључујући мочваре, листопадне шуме и алпске ливаде. Језера су дом највеће колоније кудравих несита, као и неколико ендемичних биљних и рибљих врста. У византијско и поствизантијско доба на том подручју подигнуте су многе цркве. На слици је Мало Преспанско језеро.            |
| Клисура Националног парка Самарија                                                                                 | Tourists walking through a gorge                              | Крит                          | 2014.        | VII, VIII, IX, X (природa)      | Клисура Самарија једна је од клисура у планинама Лефка Ори на западу Крита. Област нуди различита станишта, од планина које сежу изнад 2000m до обале, као и неколико дубоких пећина. Ови екосистеми су дом кри-кријева и неколико ендемских врста, укључујући брадане, критске дивље мачке и средоземне морске медведице.                                                 |
| Тврђава Спиналонга                                                                                                 | Fortress wall facing the sea                                  | Крит                          | 2014.        | I, II, IV, VI (култура)         | Спиналонга је стеновито острво на североисточној обали Крита. Током венецијанског периода, изграђена је тврђава да заштити природну луку Елоунда. Острво су заузеле Османлије у 18. веку и служило је као насеље лепре у првој половини 20. века. |
| Древне куле Егејског мора                                                                                          | White circular tower made of marble                           | Северни и Јужни Егеј          | 2014.        | III, IV (култура)               | Ова номинација обухвата десет кула, изграђених на Егејским острвима и на копну, углавном у 4. и 3. веку пре нове ере. Грађене су у ванградским срединама и служиле су у одбрамбене сврхе, понекад као део ширих тврђава, као и стражарске куле и светионици. На слици је Бела кула у Серифосу.                                                                             |
| Старогрчка позоришта                                                                                               | Greek theatre in Delos, ruins                                 | Петнаест                      | 2014.        | I, II, III, IV, V, VI (култура) | Ова номинација обухвата петнаест грчких позоришта у различитим регионима Грчке. Позоришта су била неизоставан елемент урбаних центара од класичног периода па надаље, а свој пуни архитектонски облик добијају у 4. веку пре нове ере. Нека од позоришта су делови постојећих места светске баштине: Позориште у Епидауру, у Делфима и Делосу (на слици).                  |